# Agdžabedinski rajon
Agdžabedinski rajon (azerski: Ağcabədi rayonu) je jedan od 66 azerbajdžanskih rajona. Agdžabedinski rajon se nalazi u unutrašnjosti Azerbajdžana. Središte rajona je Agdžabedi. Površina Agdžabedinskog rajona iznosi 1.760 km². Agdžabedinski rajon je prema popisu stanovništva iz 2009. imao 121.707 stanovnika, od čega su 61.684 muškarci, a 60.023 žene.
Agdaški rajon se sastoji od 46 općina.